# Zvonimir Serdarušić

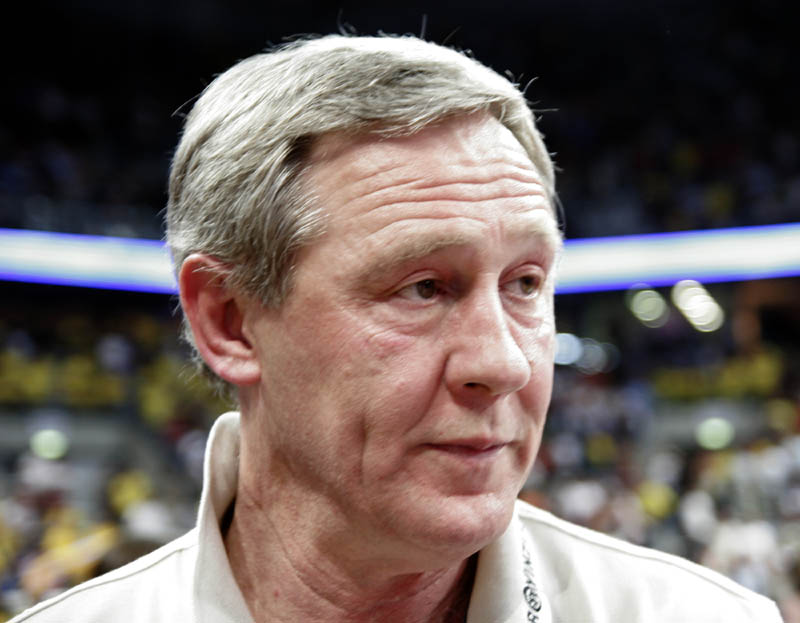
Zvonimir Serdarušić, le 2 mai 2007.

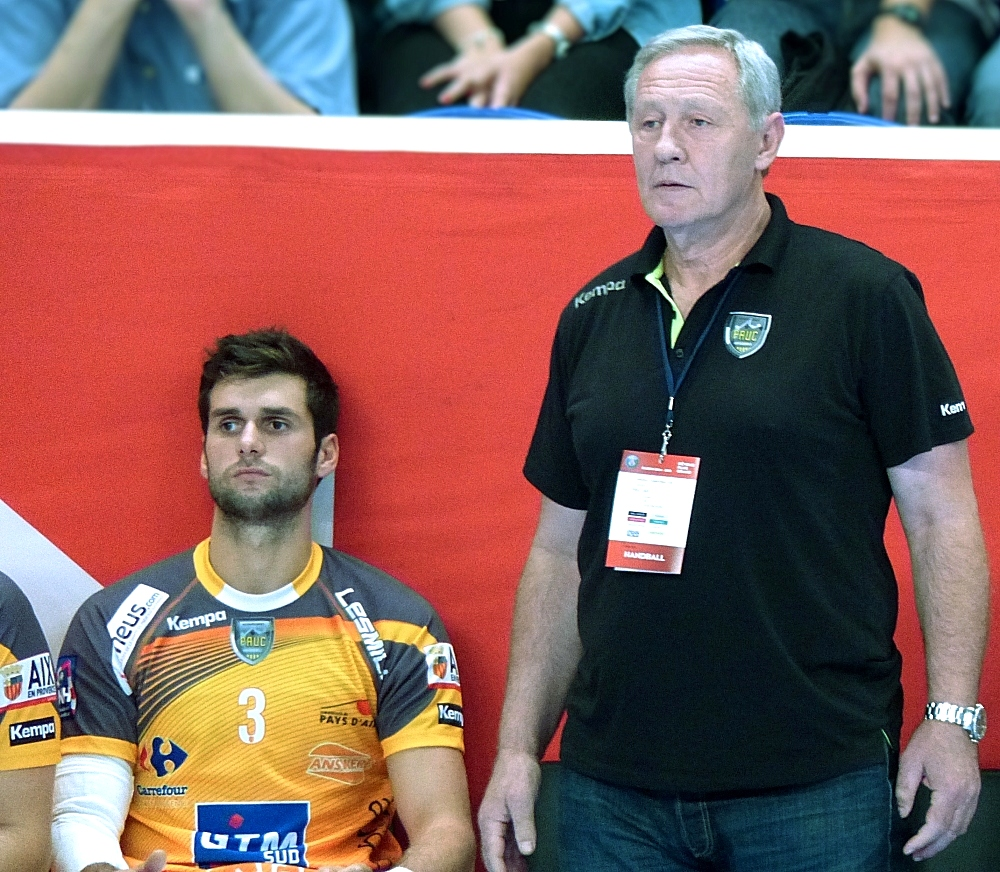
Entraîneur d'Aix Handball, le 11 septembre 2014.

Zvonimir « Noka » Serdarušić, né le 2 septembre 1950 à Mostar en Yougoslavie (aujourd'hui en Bosnie-Herzégovine), est un ancien joueur de handball yougoslave devenu entraîneur à partir de 1984. Entraîneur du club allemand du THW Kiel entre 1993 et 2008, il a fait de ce club l'un des plus importants d'Europe. Il a obtenu la nationalité allemande en mai 1998. Il a notamment été l'entraîneur du THW Kiel pendant 15 saisons et du Paris Saint-Germain Handball pendant 3 saisons.

## Biographie
Au poste de pivot, Zvonimir Serdarušić effectue l'essentiel de sa carrière de joueur en Yougoslavie où il remporte à deux reprises le Championnat de Yougoslavie en 1977 et 1979 ainsi qu'une Coupe de Yougoslavie en 1976. En 1980, à 30 ans, il rejoint l'Allemagne pour le club du THW Kiel pour une saison, puis pour le Reinickendorfer Füchse Berlin durant 3 saisons.
Sélectionné 72 fois en Équipe de Yougoslavie, il remporte notamment la médaille de bronze au Championnat du monde 1974 puis termine à la 5e place aux Jeux olympiques de 1976 à Montréal.
À la fin de sa carrière de joueur, il rentre en Yougoslavie pour entraîner pendant 2 ans le club qui l'a vu débuter, le Velež Mostar, puis le Mehanica Metković pendant 3 saisons. En 1989, il rejoint alors de nouveau l'Allemagne pour entraîner le VfL Bad Schwartau, puis la saison suivante le SG Flensburg Handewitt. Le club évolue alors 2.Bundesliga (division 2) mais Serdarušić parvient au bout de sa deuxième saison à accéder à l'élite après avoir remporté tous ses matchs. Mais la première saison du club Bundesliga (division 1) est assez difficile puisque le club ne devra son maintien qu'à la relégation administrative du TSV Milbertshofen, Serdarušić ayant entre-temps été limogé en février 1993
Mais c'est au THW Kiel, club qu'il entraîne entre 1993 et 2008, qu'il construit son plus grand palmarès. Il fait en effet passer ce club du statut de bon club national (trois fois champion et dix fois vice-champion d'Allemagne en 40 ans) à celui de l'un des plus grands d'Europe. Sur le plan national, il remporte 11 titres de Champion d'Allemagne dans le championnat le plus relevé du monde, ainsi que 5 Coupes d'Allemagne et 4 SuperCoupes d'Allemagne. Sur le plan international, il remporte à 3 reprises la Coupe EHF avant de remporter Ligue des champions 2007, échouant également en finale par deux fois en 2000 et 2008.
En juin 2008, le club met un terme à un contrat qui courait jusqu'en 2009. L'ambitieux club de Rhein-Neckar Löwen le recrute alors pour 3 ans en décembre 2008, ce qui alimente les rumeurs concernant l'arrivée de Nikola Karabatic, celui-ci étant très proche de son ancien entraîneur de Kiel. Toutefois, quelques semaines plus tard, Serdarušić déclare renoncer à ce poste pour des raisons de santé.
Il prend ensuite en charge l'équipe nationale de Slovénie et dispute le championnat d'Europe, compétition où il termine à la sixième et dernière place du tour principal. De février à novembre 2010, il prend également les commandes du club slovène de Celje Pivovarna Laško avec lequel il remporte un titre de champion et une coupe de Slovénie.
En 2011 s'ouvre un procès à l'encontre d'Uwe Schwenker et de Zvonimir Serdarušić, accusés d’avoir acheté la finale de la Ligue des Champions 2007 (et peut-être d’autres matches). Un acquittement sera finalement prononcé en janvier 2012 .
En septembre 2013, il rejoint le Pays d'Aix Université Club handball en tant que conseiller auprès du club pour une durée de 4 mois,. Puis, à la suite du limogeage de l'entraîneur Jérémy Roussel, un accord est finalement trouvé avec le club Aixois et il signe un contrat de deux ans et demi en tant qu'entraîneur.
Au lendemain du titre de champion de France 2014-2015 remporté par le Paris Saint-Germain Handball , sa signature pour le club capitale est annoncée, précédent l'arrivée des frères Luka et Nikola Karabatic.
Il y remporte le titre de champion de France 2015-2016 mais, malgré le premier budget d'Europe, échoue en finale des Coupes de France et de la Ligue face au Montpellier Handball puis doit s'incliner en demi-finale de la Ligue des champions face au club polonais du KS Kielce, futur vainqueur de la compétition.

## Parcours de joueur

### Palmarès en sélection nationale
- 72 sélections en Équipe de Yougoslavie
- Médaillé de bronze au Championnat du monde 1974 en  Allemagne de l'Est
- 5e place aux Jeux olympiques de 1976 à Montréal,  Canada

### Palmarès en club
- Vainqueur du Championnat de Yougoslavie (2) : 1977, 1979
- Vainqueur de la Coupe de Yougoslavie (1) : 1976

## Parcours d'entraîneur

### Palmarès
Compétitions internationales
- Vainqueur de la Ligue des champions (1) : 2007
  - Finaliste (3) : 2000,  2008 et 2017
- Vainqueur de la Coupe EHF (3) : 1998, 2002, 2004

Compétitions nationales
- Vainqueur du Championnat d'Allemagne (11) : 1994, 1995, 1996, 1998, 1999, 2000, 2002, 2005, 2006, 2007 et 2008
- Vainqueur de la Coupe d'Allemagne (5) : 1998, 1999, 2000, 2007 et 2008
- Vainqueur de la SuperCoupe d'Allemagne (4) : 1995, 1998, 2005, 2007
- Vainqueur du Championnat de Slovénie (1) : 2010
- Vainqueur de la Coupe de Slovénie (1) : 2010
- Vainqueur du Championnat de France (3) : 2016, 2017, 2018
- Vainqueur de la Coupe de la Ligue française (2) : 2017, 2018
- Vainqueur de la Coupe de France (1) : 2018
- Vainqueur du Trophée des champions (France) (2) : 2015, 2016

### Distinctions personnelles
- Entraîneur de l'année en Allemagne (5) : 1996, 1999, 2005, 2006, 2007